# エリア88の登場兵器一覧
エリア88の登場兵器一覧では、漫画『エリア88』およびそれを原作とするアニメなどに登場する兵器について説明する。
実在する航空機などについての詳細は、リンクを参照のこと。

## 航空機

### 戦闘機・攻撃機

#### アメリカ製
A-1J スカイレイダー
山岳基地の偵察機として主に登場。視界不良時の着陸誘導をグレッグがかって出る。また、マッコイの発言から対地攻撃部隊もある模様。
ベトナム戦争時代に戦闘疲弊症から麻薬中毒になり錯乱したパイロットがミッキーの僚機を誤射し撃墜した際にも登場。
A-4E/F/M スカイホーク
超音速性能は持たないが、簡素にして完成度の高い構造ゆえに小型軽量かつ安価で信頼性・整備性にも優れ、本来は十分な搭載量を持つ攻撃機ながらも戦闘機や練習機としても使用できるほど運動性能も高く、現実世界でも多数の国で採用された傑作機。エリア88でも初期のグレッグなどにより数多く使用された、作中の主力機の一つと言える。また、ギリシアの訓練基地でも数多く使用されており、作品末期まで活躍を見せた。真はギリシアで訓練に数回使用。ミッキーも山岳基地でF-14再入手まで使用していた。
垂直尾翼先端の違いで海外輸出系の角ばった形状のもの、アメリカ海軍・海兵隊かイスラエル空軍で使用された丸みを帯びた形状のもの（主にE/F型）、とそれぞれ存在するが、劇中では混在しており、マッコイが世界中のA-4を集めてきたと考えられる。他にM型も登場する。
RA-5C ヴィジランティ
プロジェクト4のタンドリア侵攻の際に地上軍を偵察するも撃墜される。
A-6E イントルーダー
空母88に搭載。ブラシア攻撃の第2次攻撃隊に使用されている。また、序盤の核ミサイル迎撃の際にエリア88から退避するシーンも見られる。
A-7E コルセアII
後述のF-8戦闘機をモデルにした艦上攻撃機。砂漠空母攻撃や首都上空の最終作戦のほか、空母上で姿が確認できる。
A-10A サンダーボルトII
当時最新の地上攻撃機。砂漠空母の頑丈さに業を煮やしたグレッグがマッコイに手持ちの全額を渡して入手を依頼し、NATO軍に配備される予定だったものを手に入れた。砂漠空母戦には間に合わなかったが対プロジェクト4戦では地上攻撃に大活躍した。なお、グレッグのA-10は40mmバルカン（実在しない）に換装されているが、現実のA-10もGAU-8「アヴェンジャー」という航空機関砲としては破格の30mmガトリング砲を装備している。
山岳基地ではケンの操縦でもう一機、さらに塗装パターンの違うモブキャラの乗った機が二機登場している。
F-4D/E ファントムII
熱源探知による砂漠空母探索やセラ・キムのブラシア組救出作戦など要所要所で活躍した。不死鳥チャーリーの乗機で本来は二人乗りのところを彼はひとりで操作していた。現実の西側諸国の多くでも大量採用された戦闘機であり、基本的にエリア88等政府側の機体となった。双発の大型機であり第3世代ジェット戦闘機のハイエンド機にあたるが、主要登場人物が常時搭乗した機体ではなく、モブキャラが使用するなど作中では脇役としての登場にとどまった。なお、プロジェクト4制圧後のアスランは基本的に東側諸国の機体を使用しているが、一部、ブラシア制圧後にアッサンらを演習の標的として攻撃した時（戦闘の描写はないが、エリア88の部隊と会敵後、撃墜された描写はある）、スエズ作戦発動前の空中給油の練習で使用される等、旧アスラン政府所属機が使用されていたと思われる。
登場するのはたいがいが機首にガトリング機関砲を装備するE型であるが、一部コマではそれを持たないD型と思しきものもあった。
F-5A フリーダムファイター
双発機ながらシンプルかつ小型軽量にまとめられた設計ゆえに高いコストパフォーマンスを誇り、発展途上国空軍向けのベストセラー機となった。所有機体がないときの真が山岳基地以前によく使用した（砂漠空母戦でも使用）ほか、作中を通して真はF-5系列の機材をメインに愛用していくこととなる。真以外にもエリア88の傭兵達も数多く使用。テレビ版には登場しない。
F-5E タイガーII
F-8Eを撃墜された真の搭乗機。前述F-5Aの発展型であるため、運動性にも優れている。空戦中の被弾がもとで着陸に失敗し失われた。その後別の機体を購入した様だが、ウルフ・パックの攻撃で破壊されたものと見られる。また、ブラシア空軍の主力戦闘機としてアッサンやその部下も使用。
F-8E クルセイダー
アメリカ海軍初の超音速戦闘機。やや奇抜な見た目ながら同時期の空軍機と互角以上の性能を誇り、特に後に登場するF-4ファントムIIを上回る運動性を発揮する。エリア88登場の兵器には現実には入手困難なものが多いが、本機はアメリカ海軍やフランス海軍のほか、米海軍を退役した中古機をフィリピンが実際に購入し、さらに前述のA-7艦上攻撃機のベースとなるなど、国力の大小を問わず運用しやすい機体となっている。
風間真の作中最初の乗機で、物語序盤に登場したボリスの乗機でもあり真もかなり気に入っていた様子。劇中、飛行中に翼を折り畳んで敵の罠（通称：砂漠の牙）を突破するシーンがあるが、実際に折り畳んだまま航空母艦から発艦して地上基地に着陸したという記録（実質的には事故）もあるものの、飛行中の折り畳み操作は不可能。
F-11A タイガー
ゲイリー・マックバーンの回想シーンでブルーエンジェルス所属機が登場。エリア88の隊員は使用していない。
F-14A トムキャット
ミッキーの主な乗機。最初の機体はイランへ引き渡されなかった分の機体で、砂漠空母の攻撃により撃墜されて失われた。その後山岳基地時代にマッコイが二機目を入手し、大型可変翼機の複雑な構造ゆえの高価な予備部品や整備性・燃費の悪さに泣かされながらも最後まで使用した。二機目の入手ルートは明らかにされていない。本機は複座機だがミッキーは一人で搭乗しており、同じ純粋複座型であるはずのF-4と同様に作中では単座機として使用されていた。このため最初の機体では、ミッキーがマッコイへ火器管制システムの使用モードを限定し、後部座席を撤去するように依頼している。二機目はセラが後席に搭乗する場面があることから、後部座席の撤去などは行われていない。ミッキーの回想では、ベトナム戦争後期にミッキー本人が米海軍の同機に搭乗しているが、史実では実戦投入はベトナム戦争末期の1975年で、ベトナム戦争ではほとんど使用されていない（F-14 (戦闘機)#実戦経験の節を参照）。
本機は予備部品が高価なことや燃料消費量が大きいことから、非正規部隊のエリア88においては稼働状態を維持することすら困難であることが語られており、物語の終盤ではミッキーが他の機種へ乗り換えを考えることもあった。予備部品が高価である例として、電子部品の予備部品2セットの価格で、中古のF-5又はA-4が一機購入できることが語られていた。内戦終盤では予備部品の調達ができず、火器管制システムプログラムではエラーが頻発し、整備時の動作チェックでは自転車一台への攻撃のために核ミサイルの使用を希望するなどとんでもない動作をしていた。。その他、エンジンノズルの消耗が激しく、飛行に影響を及ぼしていた。火器管制システムの問題はマッコイが予備部品を入手できたことから解決されたと思われるが、エンジンノズルは交換できず、それが彼の戦死の遠因ともなった。
なお原作では空母エリア88の飛行甲板上に数機描かれている。TV版においてのミッキーはA型ではなく、B型に搭乗していた。
F-15C イーグル
第4世代機を代表する高スペックな機体であり、現実世界では2020年代に入っても第一線で活躍しているが、作中では砂漠基地にてサキ用に配備されたものの直後の核ミサイル迎撃に真が使用したのみで、その後、ウルフ・パックの攻撃で破壊されたものと見られる。また、プロジェクト4制圧後のブラシアでアッサン等が標的として参加した演習でもプロジェクト4側に1機存在している。真を除くエリア88の隊員は運用していない。
F-16A ファイティング・ファルコン
原作では登場せず、OVAでは不死鳥チャーリーの愛機（原作ではF-4ファントムII）として登場する。ウルフ・パックとの空中戦のどさくさにまぎれて真のF-5Eを攻撃するが海岸付近に追い詰めた際にバードストライクを起こして海に墜落、チャーリーも戦死した。
F/A-18A ホーネット
作品連載当時の西側の最新鋭制式採用機で、機体設計は比較的保守的ながらも当時としては電子機器を多用していたことが特徴である。砂漠空母がリモコン操縦機を運用したり（シンとミッキーが砂漠空母から強奪して脱出に使用し、搭乗機としようとした）、神崎が終盤で専用機とするなど、主人公チームに立ちはだかる敵役が多かった。
OVAではモブキャラの友軍機として登場するも、ほとんどが撃墜される。山岳基地でも一機がモブキャラの友軍機として登場する
F-20 タイガーシャーク（F-5G）
作中中後期の真の代表的な乗機で、F-5系列の発展型。基本設計は僚機・ライバル機と比較して古めだが、F-18と同じエンジンを搭載するなど各種の近代化改修が施されている。まだプロトタイプなのをマッコイが入手、真の愛機となった（ちなみにOVA版で真が「有り金はたいて買った」と発言している）。真がエリア88を一時除隊した際はキムが山岳基地脱出に使用、その後保存されていたらしくX-29を失った真が神崎のF/A-18との旧エリア88砂漠基地上空での最終決戦で使用した。神崎のF/A-18を撃墜したが、自らも被弾し火災が発生した。味方の基地上空まではたどり着いたが、機体のその後の場面は描かれていない。ただし、戦死した神崎に対して、パイロットの真自身は生還した。
F-100D スーパーセイバー
世界初の超音速戦闘機であり第2世代機のパイオニアして有名なアメリカ空軍戦闘機。ミッキーの作品中での最初の乗機。F-14が入手できないときに使用することが多く、地上空母がサキ不在のエリア88を奇襲した際にも使用している。本機のエンジンは真のF-8と同じだが、古い機材のため性能はかなり落ちる。
RF-101C ヴードゥー
ギリシャの訓練基地で使用。また、復旧したエリア88基地滑走路に大穴のペイントを入れた際、それをウォーレンとサキが確認する際にも使用されている。
本来は戦闘機として設計されたが、水平尾翼のレイアウトのまずさから運動性に欠けており、実際のアメリカ・カナダ空軍ではRがつく派生型の偵察機として運用されることが多かった。元々が複座である事から訓練基地で練習機、または高速性能を生かした偵察機・連絡機として使われたものと思われる。
F-104G スターファイター
同時代では優れた高速性能を持つ一方、操縦の難しさとコストの高さでも知られた機体。セラがフランスからアスランに戻るのに西ドイツ空軍機を強奪。のちにプロジェクト4を脱走して仮設基地に向かう際にも使用され、不時着したが修復し、乗機として使用した。
F-105D サンダーチーフ
グエンの乗機となった、ベトナム戦争でアメリカ軍の主力として活躍した戦闘爆撃機。ベトナム人であるグエンにとっては同胞を虐殺した因縁めいた機体である上、南ベトナム空軍はこの機体を保有しておらず、ベトナム人が操縦桿を握った記録はない。
現代空軍のマルチロール機の先駆ともされる優秀な機体ではあるが、本来であれば不俱戴天の存在である本機をグエンがあえて選択した背景は不明である。対空地雷によって失われた。
F-111F アードバーク
地上空母戦でエリア88基地壊滅後の再集結の時に空港に登場した戦闘爆撃機（ただし空戦能力は限定的であり、実質的には軽爆撃機）。また、プロジェクト4がアスランに初めて上陸した時、それを偵察するエリア88側偵察機としても登場した他（対空地雷によって失われている）、終盤でプロジェクト4側から寝返ったアスラン空軍の中にも同機による部隊が存在している。
AT-6A テキサン
第二次世界大戦前から戦後しばらく使われていたレシプロ時代の古い練習機で、モーリスの乗機。かつてのミッキーも練習機として使用した。レシプロ機の特徴を生かしてエリア88の窮地を救った。
T-38A タロン
F-5シリーズの姉妹機にあたり、現実のアメリカ合衆国をはじめ各国で数十年にもわたって使用され続けた、超音速練習機のベストセラー。セラの山岳88基地からの脱出や、真の操縦によるザク国王フランス亡命の際に使用。また、戦場カメラマン六木剛が空撮するために用意して、真に操縦を依頼した。その際、練習機で敵性エリアを飛ぶため、ミッキーがA-4で護衛についている。
OV-10A ブロンコ
COIN機（対ゲリラ戦用機）。酒に酔ったグレッグが砂漠空母攻撃に使用しようとしたがF/A-18の機銃掃射で滑走路上で破壊される。本来は人間や軽装甲車両の攻撃を主眼とした非正規戦用の機体であるため、大型機材への攻撃に使用可能な火力や搭載量は持たない。
OVAではエリア81に配備されていたが、ウルフ・パックの攻撃を受けた際に標的同然に破壊された。
X-29
アメリカ空軍の前進翼実験機だったが、エリア88復帰にあたり真の専用機となった。軍事評論家・岡部いさくはスコラ文庫版の解説で「実験機のX-29では航続距離不足や武装・レーダーの追加などで実戦投入は大変だろう」と述べており、劇中でも燃料切れにより放棄されている。

#### ソ連（ロシア）製
MiG-17PFU “フレスコE”
作品開始時に風間真が撃墜した、反政府軍の機体。おそらくその頃の反政府軍の主力機と思われる。K-5空対空ミサイルを搭載していることからPFU型と判別できるが、40機程度がソ連防空軍に配備された程度で輸出はされていない（ただし連載当時のソ連はMiG-17PFUの宣伝写真を多数公開しており、それを見て西側は数百機は量産されていると誤認していた）。
MiG-19PM “ファーマーE”
MiG-17の後継機でソ連初・世界2番目の超音速戦闘機。極めて運動性が高く、その点は後継機のMiG-21すら凌ぐ。エンジン寿命が短く、頻繁にオーバーホールが必要なのが欠点であり、MiG-21を採用した国では急速に退役していった。反政府軍も例外ではないと思われ、登場回数は極めて少ない。空対空ミサイルを搭載していることからPM型と思われる。
MiG-21PFM “フィッシュベッドD”
東側のベストセラー戦闘機で、物語中盤以降の反政府軍の主力戦闘機。風防の形状からしてPFM初期型と思われる。マックバーン達プロジェクト4でも主力機として採用しているが、西側の電子機器を採用して近代化改修をしている模様（本作品終了後ではあるが、実際にMiG-21を西側の電子機器を採用して近代化改修した例がある）。
OVA及びTV版では、風防の形状が前部の固定風防と上部の横開き風防に分かれたことと、胴体上部の膨らみが垂直尾翼近くまで延長されていること、胴体下部に機関砲を内蔵・固定装備していることから、MiG-21の中でも後期型にあたるMiG-21SM / M / MF / bisのいずれかと推定される。
MiG-23BN “フロッガーH”
MiG-21の後継機であるMiG-23の攻撃機型MiG-23Bの輸出型。後述のMiG-27と早々に交代したためか作中での出番は少ないが、山岳基地脱出及び仮設基地襲撃の際には数十機が大挙して押し寄せて来ている。戦闘機としては運動性においてMiG-21に及ばず、反政府軍の採用も少なかったようだ。ただし後の発展型はかなり性能向上しているが、その事は当時の西側には知られておらず、当然ながら作者も知りえなかった。
テレビ版では機首にトカゲのノーズアートを施し、かつてミッキーのベトナム戦争時代の元部下でもあったエピソードキャラクターのパトリック・リード中尉の乗機として登場する（ちなみに、そのトカゲのノーズアートを描いたのはミッキー自身である）。ただし、パトリック・リード中尉とその僚機達（リード中尉を含めて5機編隊）の機体は機首に円錐形レドームを装着していたことや、垂直尾翼前縁から胴体背面に伸びるドーサルフィンが小さいことから、MiG-23の戦闘機型の中でも後期型に分類されるMiG-23ML / MLA / MLDのいずれかと推定される。
MiG-27D “フロッガーJ”
MiG-23Bの発展型。可変空気取り入れ口を廃止し胴体下部固定武装をガトリング砲に換装しているのが主な相違点。反政府軍でも傭兵部隊「ウルフ・パック」が同機を使用してエリア88と交戦して以降は広く採用されて主力攻撃機となっていた。後にプロジェクト4に乗っ取られたアスランでは正規軍も使用。D型というのはMiG-27をM型規格に改修した機体を指す。
Yak-38 “フォージャーA”
旧ソ連のVTOL戦闘機。反政府軍がその能力を活用して山岳基地行きの輸送機を奇襲した。登場機は「ネコのヒゲ」と呼ばれる障害物接近感知センサーを取り付け、森林内を飛行し遮蔽された基地に帰投できるようにすることで反撃を防いでいた。内部機器は西側諸国の製品が使われている。現実のフォージャーは機体性能では英国のハリアーより劣り、作中で示したような運用は不可能と考えられる。ただし連載当時には実態は明らかではなくハリアーに優る高性能を持つ脅威の超音速VTOL戦闘機と考えられていた。

#### イスラエル・欧州諸国製
クフィルC.2（劇中内の呼称はクフィール）
アスランの友好国であるイスラエル製戦闘機で、おそらくアスラン空軍の主力戦闘機と思われ、後のプロジェクト4配下でも相当数が引き続き使用されていたと見られる。第1話から登場しサキも終盤まで使用している（彼の機体の垂直尾翼にはアスラン王家の紋章が描かれている事が多い）。
ウルフパックの攻撃でエリア88所属機体の大半が失われた際、10機が緊急配備されサキの他9人の精鋭に与えられた。ウォーレン、ケンなど、他の88メンバーも多数使用。
マッハ2級の超音速機だけに整備も難しいとされ、エリア85では整備不良で一機が失われている。
バッカニアS.2
ラウンデルの乗機。低速・低空での運動性の良さを活かして活躍する。本来はイギリス海軍の艦載機であり、後にサキが原子力空母を入手した際に重宝する事となった。
ハリアー
最初は砂漠空母の別働隊の無人機として登場。後にキムの乗機。VTOLである事を利用して活躍した。キムが最初に使用した機体はグレッグとシンの会話より、英国海軍から引っ張ってきた機体と明示されているが、キムが山岳基地を脱出する時はF-20を使用したため放棄されたと思われる。後にまた乗るようになったハリアーGR.1（もしくはAV-8A）はマッコイが調達してきた別物と思われる。
OVA版では反政府軍が有人機を装備しており、燃料集積所の防空部隊としてタイトロープ作戦を行ったシンたちを待ち伏せて迎撃している。
ライトニングF.6
英国製戦闘機。黒人傭兵3人組「エスケープ・キラー」（脱走兵殺し）が使用。輸出例は少なく、エリア88ではない3人がどのようにこの機体を入手したかは不明である。88の傭兵は自分達の機材を棚に上げ「また古い機体で戦争しに来たな」と驚いていた。反政府軍の金塊騒動の際には、エリア88の隊員であるエマーソン（もしくはロバーツ）が使用していた。
ジャギュアGR.1A
英仏共同開発の攻撃機/高等練習機。フランス空軍が定時訓練で使用。ボッシュの誘いでシンも搭乗することになった。ボッシュ曰く「飛ぶだけならどれも同じ」。エリア88の隊員は使用していない。
ミラージュF1C
原作では登場しないが、TV版にてキトリの乗機として登場する。なおキトリの機体以外の他にエリア88にも数機が配備されている。
ミラージュ2000
シンがフランス空軍基地にザク国王を亡命させたのち、シンの上空を2機編隊で飛行していったフランス空軍機として登場。エリア88への配備、隊員の使用は共にない。また、プロジェクト4にも機種不明ではあるがミラージュが配備されているようである。
G.91
タンドリア空軍主力戦闘機。作中では哨戒飛行を行うのみで、戦闘シーンは無い。イタリア空軍曲技飛行隊フレッチェ・トリコローリ採用機ということで、マリオ・バンディーニが赴任してきた際に、名前のみ挙げられている。エリア88の隊員は使用していない。
J35J ドラケン
クフィルでデルタ機に慣れた真が次の乗機として選んだ機体。作中で入手に苦労したことから、マッコイ曰く「ミッキーのF-14と同等又はそれ以上の調達資金を必要とした」が、その整備性の良さで活躍している。砂漠空母の対空ミサイルにより撃墜されている。
岡部いさく曰く「（スウェーデン製で本来は寒冷地で使用する）ドラケンを砂漠地帯の仕様にあわせて使うのはかなりの道楽で、真は帰国を諦めて戦闘機オタクになっていたのではないか」と述べている。ただし、J35の前任機（世代としては前々世代）のJ29はコンゴ動乱で国連軍に編入されたスウェーデン空軍が使用しているという実例があり、J35も砂漠地帯で使用することは困難だという断定はできない。

### 爆撃機
B-1A ランサー
ヨーロッパで眼の治療を受けたサキが帰国の際に手に入れた当時最新鋭の超音速爆撃機。エンジンをゼネラル・エレクトリック F101からロールス・ロイス社製に換装し試験を行うためにイギリスへ密かに持ち込まれた機体を供与している。沢は開発した本国でも使用していない機体を供与された事に驚いていたが、サキは「中東にはいろんな国がおべっかを使いたがっているから」と返答していた。
B-52H ストラトフォートレス
プロジェクト4が大量に導入した全天候大型爆撃機。劇中では空中給油機仕様に改修された機体も1機登場しているが、アメリカ空軍に空中給油機に改造されたB-52は存在しない。エリア88の隊員は使用していない。
Tu-95M “ベアA”
原作では登場しないが、テレビ版にて敵機として登場したソ連製戦略爆撃機。初登場の回では、原作においての反政府軍側の作戦参謀J．C．ゴールドを乗せた輸送機として登場した。エリア88の隊員は使用していない。

### 輸送機
C-1A トレーダー
S-2の輸送機型がC-1である。航空自衛隊の使用しているC-1とは別機種。ベンディッツが退任して基地を出発する際に使用した（C-1ではなくS-2の雑用型US-2の可能性もある）。
C-130H ハーキュリーズ
西側の主力戦術輸送機で、現在でも日本を含め多くの国で主力輸送機になっている。マッコイの愛機（操縦はプーキー）。守銭奴の彼の機体らしく機首脇にはコインで膨れ上がった銭袋がマーキングされているが、巨大な山岳基地ではその垂直尾翼が邪魔になって着陸に苦労していた。精密機器の輸送も可能な特別仕様になっており、サキの目の治療のための搬送の際に提供を申し出ている。また、山岳基地へ物資を運ぶ部隊として、最低でも7機が登場している。
C-5A ギャラクシー
マッコイがギリシャの訓練基地に真のタイガーシャークを持ち込むのに使用。その後は登場せず、エリア88にも配備されていない。

### 哨戒機
E-2C ホークアイ
空母登場直前、プロジェクト4の補給ルートへの海岸基地のエリア88による攻撃の際、プロジェクト4側が発進拠点を探知するのに登場。エリア88の隊員は使用していない。
S-2G トラッカー
周辺地区の偵察哨戒任務についていたが、プロジェクト4上陸部隊を発見した哨戒機2機が撃墜されている。元々、S-2は艦上対潜哨戒機であるが、漁業監視機や消防機などの多目的利用もされている。エリア88に配備されているが、主要の隊員は搭乗していない。
S-3A ヴァイキング
空母88の艦載機として登場。プロジェクト4の潜水艦を対潜ミサイルで撃沈している。なお、この対潜ミサイルは赤外線探知と記載があるが、実在する対潜ミサイルは音響誘導方式であって、赤外線誘導方式は存在しない。主要メンバーは搭乗していない。

### ヘリコプター
AH-1Q コブラ
エリア85に登場。UH-1の進軍をバックアップした。他にもプロジェクト4がブラシアで捕虜を標的とした訓練でS型を使用。
AH-64A アパッチ
タンドリア戦線でプロジェクト4地上軍を攻撃した。エリア88とタンドリア軍のどちらの保有機かは不明。
CH-53A シースタリオン
神崎と真が日本で過去の因縁話を終えた後、中東に帰る神崎を迎えにきた。エリア88には配備されていない。
CH-54B タルヒ
機体の不調で農園に不時着した真のF-5を回収するのに登場。
SH-3D シーキング
空母88に所属。キムが故郷のルンガに向かったときや空母用の港を岸壁爆破で造成したときなどに活躍している。基地には配備されていない。
SA 341L ガゼル
バンバラのクーデター作戦でボッシュの配下のケニーが使用。逃亡するシン達のトラックを上空から銃撃するがニップルの手榴弾により撃墜される。エリア88には配備されていない。
UH-1C/M イロコイ
エリア85の主力ヘリ。機体両脇にガトリング砲とロケット弾ポッドを装備した、所謂ガンシップ。

### その他
O-2 スカイマスター
パリへザク国王を亡命させ除隊後に、日本人観光客の女性3人組に頼まれて遊覧飛行に共をして、セスナのパイロットが心臓麻痺で操縦不能になった時にシンが操縦して無事に着陸したFA1355機。

## 地上兵器
T-62
反政府軍の主力戦車。
レイピアミサイル
反政府軍の対空ミサイル車両。エリア88にも配備。
自走砲
反政府軍の自走砲。
突撃砲(駆逐戦車?)
反政府軍が装備。
ZSU-23-4
反政府軍の対空車両。
戦車
砂漠空母の地上軍の主力戦車
M113装甲兵員輸送車
砂漠空母の地上軍の走行車両。
ジープ
メルカバ
プロジェクト4の主力戦車。ただし実在するメルカバの輸出実績はない。
ハーフトラック
プロジェクト4のブラシアでの捕虜標的訓練で、標的にされたブラシア兵が搭乗。
M1エイブラムス
プロジェクト4のブラシアでの捕虜標的訓練にて、ブラシア兵の搭乗するハーフトラックを砲撃する。
ゲパルト自走対空砲
ブラシアのレジスタンスの対空車両。
BTR-60
プロジェクト4がタンドリア侵攻作戦において使用。

## 艦艇
エンタープライズ級空母
エリア88所属。建造途中のままモスボールされ放置されていた（2番艦と思しき）物をシンが買い取り、マッコイに仕上げさせてからアスランに送った艦。なお実際のエンタープライズには同型艦は存在しない。サキによって「88」の艦番を与えられる。
作中ではほぼ4代目「エリア88」として扱われていた。空母なので当然艦載機しか運用できないため、この4代目の母港と仮設拠点も兼ねて5代目が建設されることになる。
ラファイエット級原子力潜水艦
プロジェクト4所属。タンドリア開戦と同時にタンドリアのミサイル基地に中距離弾道ミサイルを発射するもS-3に撃沈される。

## 架空の兵器
地上空母
ジュゼッペ・ファリーナが使用。ロケットを発射台まで移動させるクロウラーと呼ばれる大型輸送車を改造し、飛行甲板を設置したもの。動力は原子力。作中でのサイズ描写や後述する搭載機の具体的な数字、そして艦載機を運用する上での必要な設備と滑走路を考えると、かなりの数のクロウラーを繋ぎ合わせて建造したことがうかがえる。砂漠に潜ってカムフラージュを施すこともできる。カムフラージュ時には移動できなくなるが、射出したレーダーの子機で上空監視を行い、ミサイル攻撃も可能。水上艦と違い冷却性能に劣るのでコンピュータと原子炉冷却のため、カモフラージュ中は大型冷却ダクトを砂の上に出して強制廃熱を行っている。
搭載機は下記の無人戦闘機など。搭載可能な機数の上限は不明だが、88との最終決戦時に地上空母の副長と乗組員との会話で「30機以上上がっている」との発言があることと、それ以前の戦闘でもかなりの数の艦載機を失っていることから、相当な機数を搭載可能なことが推測できる。
発艦は水上空母同様カタパルト利用、着艦もアレスティング・フックとワイヤを使用する。潜砂する関係上か甲板上に駐機機体を置いていないのでアングルド・デッキは装備しておらず、発艦位置と着艦位置は第二次大戦時の空母のような直線的なレイアウトとなっている。少なくとも飛行甲板軸後部にインボード式エレベーター1基を装備、艦体後端中軸に装軌装甲車両2台横並びで出入り可能な規模の出入口がある。
エリア88との最終決戦時、甚大な人的被害を与え、原子炉を使っていたが故の偶発的な悪足掻きで基地を使用不能にできたが、結局エリア88の傭兵たちの猛攻を正面から耐え抜くだけの力はなく、大破した末に潜航機能が仇となって砂漠の地下深くに沈んだ末の地圧で艦体がひしゃげて原子炉が誘爆し、跡形もなく吹き飛んだ。
カプコンのアーケードおよびスーパーファミコン版ゲームでも「ファリーナ地上空母」という名称で砂漠のステージボスとして登場し、4基のミサイルポッドからの攻撃と2箇所のカタパルトから無人戦闘機を多数発進させてプレーヤーを攻撃してくるが、ミサイルポッドとカタパルトは破壊できる。
無人戦闘機（UCAV）
F/A-18などを改造し、専用無線アンテナと自動操縦装置を装備したもの。操縦席に搭載されたそれは、映画『ショート・サーキット』のロボに似ていた。地上空母の搭載機でIFFによる識別で空母内の大型コンピュータからの完全自動制御で戦闘を行う。エリア85のヘリ部隊に大きな損害を与えるが、しょせんプログラム以上の空戦行動はできず、歴戦のエリア88の傭兵達にも抗しえず、決戦時にはほぼ全滅に近い被害を受けた。シンとミッキーは地上空母からの脱出時にF/A-18を2機鹵獲し、自動操縦装置を外して自機として使用するが、整備中にエンジンに仕掛けられた自爆装置を整備員がエアソーでカットしてしまい爆発、ハンガー1つ全壊の上マッコイに重傷を負わせる惨事となった。
現実のF/A-18は当然無人戦闘機ではないが、かなり自動化が進んでおり「操縦時間よりコンピューターの操作時間の方が長い」と言われる。離陸時は完全自動制御、着艦も風向きによるが自動操縦で可能である。
グランド・スラム
巨大なドリルを装備し、300tの高性能爆薬を積んで地中を掘り進み、目標の直下で爆発する超大型ミサイルというより、むしろ一種の「地底戦車」といえる。速度は遅く射程も長くないが、地中を進む間は迎撃が非常に困難。地上空母から発射され、エリア88の主滑走路を使用不能にした。タイマーと各種感知センサーを搭載しているらしく、搭載炸薬とサイズを考えると総重量1,000トンを超える化け物と見られる。
第二次世界大戦時、イギリス空軍によって用いられた航空機搭載用大型爆弾として同名の兵器が使用されており、名前はこれに由来するとみられる。ガイナックスのCD-ROM「新谷かおる Art collection」での作者インタビューによれば、『宇宙戦艦ヤマト』のドリルミサイルが元ネタ。
エリア88のほかにアスラン首都へ向けても発射されたが、この第2弾は事前の調査不足から武器商人オライリーの所有する鉱山を通過し、そこに廃棄されていた違法な産業廃棄物にさらされて、恐らくは信管系統が腐食したことにより機能不全に陥り、不発に終わった。
対空地雷T10
使い捨ての対空ミサイル発射筒を地中に埋設しておき、飛行機が上空を通過するとミサイルを発射して撃墜する。スティンガーのような携帯型ミサイルランチャーを改造したものと思われる。発射筒ユニットには埋設のためのドリルが装備されている。地表には発射機も戦闘車両も見えないため、不意討ちに最適である。
マッコイいわく、数年前に武器業者の間で話題に上ったが、敵味方無差別に攻撃するうえ有効射程はわずか500メートル程度と性能が限られており、実用にならないとされていた。しかしプロジェクト4によって実戦投入されたものは、エレクトロニクス技術の発達によって十分な実用性を獲得しており、味方識別信号を発信している飛行機には反応しないようになっており、ミッキーが対空地雷の攻撃を避けるために「思い切って10,000（フィート：約3,000メートル）まで上がるぞ!」と発言しているため射程も向上していることが判る。
設置も簡易で、運用性にも長けた兵器としてシンやミッキーを苦しめた。